# کمیته مشترک اطلاعات بریتانیا
کمیته مشترک اطلاعات بریتانیا (انگلیسی: Joint Intelligence Committee)، بخشی از دفتر کابینه پادشاهی بریتانیا است؛ که مسئولیت هدایت سازمان‌های اطلاعاتی بریتانیا را بر عهده دارد. از سازمان‌های زیرمجموعه این کمیته می‌توان به سازمان اطلاعات مخفی بریتانیا، ام آی ۵ و ستاد ارتباطات دولت انگلیس اشاره کرد. این کمیته توسط سازمان اطلاعات مشترک که زیر نظر اداره هیئت دولت بریتانیا است پشتیبانی می شود.

## ساختار
این کمیته توسط یک رئیس دائمی، یکی از اعضای ارشد خدمات کشوری و سازمان اطلاعات مشترک (که شامل تعدادی از کارکنان شاخه ارزیابی است)، پشتیبانی می‌شود. کارکنان ارزیابی متشکل از تحلیلگران ارشد با تجربه از سراسر دولت و ارتش هستند و تجزیه و تحلیل اطلاعات را در مورد موضوعات مورد توجه کمیته انجام می‌دهند. گزارش‌های کمیته از اطلاعات دریافتی از آژانس‌های اطلاعاتی و امنیتی و سایر ارگان‌های مرتبط اطلاعاتی به دست می‌آید.
اعضای این کمیته شامل مقامات ارشد وزارت امور خارجه، وزارت دفاع، نیروهای مسلح، وزارت کشور، وزارت توسعه بین‌المللی و اداره هیئت دولت است.
کمیته مشترک اطلاعات تحت نظارت کمیته اطلاعات و امنیت پارلمان بریتانیا است. این سازمان توسط سازمان اطلاعات مشترک پشتیبانی می‌شود.

## نقش و کارکردها
کمیته مشترک اطلاعات مسئولیت‌های زیر را برعهده دارد:
- ارزیابی رویدادها و موقعیت‌های مربوط به امور خارجی، دفاع، تروریسم، فعالیت‌های عمده جنایی بین‌المللی، مسائل علمی، فنی و اقتصادی بین‌المللی و سایر موضوعات فراملی، با استفاده از اطلاعات سری، گزارش‌های دیپلماتیک و مطالب منبع باز.
- نظارت و هشدار سریع در مورد توسعه تهدیدها و فرصت‌های مستقیم و غیرمستقیم در آن زمینه‌ها به منافع یا سیاست‌های بریتانیا و به‌طور کلی به جامعه بین‌المللی.
- بررسی تهدیدات امنیتی در داخل و خارج از کشور و مقابله با مشکلات امنیتی که ممکن است به کمیته ارجاع شود.
- کمک به تدوین بیانیه‌های الزامات و اولویت‌های جمع‌آوری اطلاعات و سایر وظایفی که باید توسط سازمان‌های اطلاعاتی انجام شود.
- نظارت بر توانایی تحلیلی جامعه اطلاعاتی از طریق مدیر واحد تحلیل اطلاعات.
- حفظ ارتباط با کشورهای مشترک المنافع و سازمان‌های اطلاعاتی خارجی در صورت اقتضا، و در نظر گرفتن میزانی که اطلاعات و تحلیل‌ها می‌تواند در دسترس آنها قرار گیرد.

کمیته مشترک اطلاعات، سه وظیفه دارد:
- مشاوره به نخست‌وزیر بریتانیا و وزرای کابینه در مورد اولویت‌های جمع‌آوری اطلاعات و تجزیه و تحلیل در پشتیبانی از اهداف ملی.
- بررسی دوره ای عملکرد آژانس‌ها در برآورده کردن الزامات گردآوری اطلاعاتی که بر عهده آنها گذاشته شده‌است.[۳]
- اطمینان از استانداردهای حرفه ای کارکنان غیرنظامی تجزیه و تحلیل اطلاعات در طیف وسیعی از فعالیت‌های مربوط به اطلاعات در دولت بریتانیا.

### الزامات اطلاعاتی
این کمیته الزامات و اولویت‌های سالانه را برای جمع‌آوری و تجزیه و تحلیل، برای تصویب توسط وزرا تهیه می‌کند. این الزامات از اهداف استراتژیک امنیت ملی بریتانیا پشتیبانی می‌کنند:
- حفاظت از بریتانیا و قلمروهای آن، اتباع و اموال بریتانیا، در برابر طیف وسیعی از تهدیدات، از جمله در برابر تروریسم و جاسوسی؛
- حفاظت و ارتقاء منافع دفاعی و سیاست خارجی بریتانیا؛
- حفاظت و ارتقای رفاه اقتصادی بریتانیا؛
- حمایت از پیشگیری و کشف جرایم جدی.

### رابط‌های خارجی
از زمان جنگ جهانی دوم، رئیس ایستگاه لندن سازمان اطلاعات مرکزی ایالات متحده آمریکا در جلسات هفتگی کمیته شرکت کرده‌است. یکی از افسران سابق اطلاعاتی ایالات متحده این را به عنوان «نقطه برجسته کار» رئیس ایستگاه لندن توصیف کرده‌است. رؤسای اطلاعاتی مقیم استرالیا، کانادا و نیوزیلند ممکن است در هنگام بحث در مورد برخی مسائل در جلسات شرکت کنند.

## مطالعه بیشتر
- کرداک, پرسی (۲۰۰۲). Know Your Enemy: How the Joint Intelligence Committee Saw the World (به انگلیسی). جان موری. ISBN 9780719560484.
- گودمن, مایکل اس. (۲۰۰۸-۰۱-۰۲). "Learning to Walk: The Origins of the UK's Joint Intelligence Committee". ژورنال بین‌المللی اطلاعات و ضداطلاعات. ۲۱ (۱): ۴۰–۵۶. doi:10.1080/08850600701649163. ISSN 0885-0607. S2CID 154703818.